# Rolf Dietrich Herzberg
Rolf Dietrich Herzberg (* 14. Februar 1938 in Wuppertal-Ronsdorf) ist ein deutscher Rechtswissenschaftler.

## Leben
Nach dem Studium (1957–1962) an der Universität zu Köln legte Herzberg 1962 sein erstes juristisches Staatsexamen beim Justizprüfungsamt des Oberlandesgerichts Köln ab und absolvierte von 1962 bis 1966 das Rechtsreferendariat im Oberlandesgerichtsbezirk Düsseldorf, das er 1966 mit dem Assessorexamen abschloss. Seine Promotion fällt ebenfalls in das Jahr 1966. Sie wurde von Dietrich Oehler betreut; das Thema lautete Mittelbare Täterschaft bei rechtmäßig oder unverboten handelndem Werkzeug.
1967 bis 1970 war Herzberg Stipendiat der Deutschen Forschungsgemeinschaft und von 1970 bis 1971 Wissenschaftlicher Assistent am Lehrstuhl von Dietrich Oehler. Nach Herzbergs Habilitation mit einer Arbeit zum Thema Die Unterlassung im Strafrecht und das Garantenprinzip war er von 1971 bis 1973 Hochschuldozent an der Universität zu Köln. Lehrstuhlvertretungen nahm er in Mainz, Münster und Heidelberg wahr.
1973 erhielt Herzberg einen Ruf auf eine Professur an der Juristischen Fakultät der Ruhr-Universität Bochum, wo er von 1974 bis zu seiner Emeritierung 2003 den Lehrstuhl für Strafrecht, Strafprozessrecht und Allgemeine Rechtstheorie innehatte.
Rituelle Beschneidung von Jungen bezeichnet er als „rechtswidrige Körperverletzung“ und tritt seit Dezember 2016 als Botschafter von intaktiv e. V. auf. 2017 war er Mitgründer und ist seitdem im Beirat des Instituts für Weltanschauungsrecht (ifw). Herzberg ist verheiratet und hat zwei Kinder.

## Schriften (Auswahl)
- Mittelbare Täterschaft bei rechtmäßig oder unverboten handelndem Werkzeug. de Gruyter, Berlin 1967.
- Die Unterlassung im Strafrecht und das Garantenprinzip. de Gruyter, Berlin 1972, ISBN 3-11-003922-2.
- Täterschaft und Teilnahme. Eine systematische Darstellung anhand von Grundfällen. Beck, München 1977, ISBN 3-406-06812-X.
- Die Verantwortung für Arbeitsschutz und Unfallverhütung im Betrieb. Heymann, Köln [u. a.] 1984, ISBN 3-452-19796-4.
- Willensunfreiheit und Schuldvorwurf, Mohr-Siebeck, Tübingen 2010, ISBN 978-3-16-150635-2.
- (Hrsg.): Festschrift für Dietrich Oehler. Zum 70. Geburtstag. Heymann, Köln [u. a.] 1985, ISBN 3-452-20068-X.